# Juana García Ugalde y Alcázar
Juana Ramona García Ugalde y Alcázar (Madrid, 23 de juny de 1764–?) va ser una actriu espanyola.
Va néixer a Madrid el 23 de juny de 1764, batejada a la parròquia de San Sebastián. Era filla dels actors i còmics valencians José García Ugalde «El redentor» i Mariana Alcázar Peña, que van tenir altres filles també actrius o cantants.
Començà a treballar el 1780 amb la companyia de Martínez i Ponce, on va estar-se fins a 1783. En primer lloc interpretà el sainet de costums La cómica inocente, fet especialment per donar-la conèixer. Tanmateix, el seu èxit va ser escàs o nul, i això va obligar-la a marxar a Cadis durant un temps. A la seva tornada el 1784, va entrar a la companyia d'Eusebio Ribera, on va esdevenir primera actriu o dama el 1787 amb la jubilació de Pepa Figueras. Des de llavors interpretà diversos papers, destacant el de doña Isabel a El viejo y la niña i el de doña Mariquita a La comedia nueva o El café, ambdues obres de Leandro Fernández de Moratín, que li van valer els elogis i aplaudiment del mateix autor. A partir de 1790 i 1791 va haver de competir de forma renyida amb la segona actriu de la companyia, Rita Luna, la qual finalment va fer-se amb el lloc de García Ugalde el 1795, cosa que la va obligar a marxar a províncies. Traslladada de nou a Cadis, es jubilà el 1804.
Afirma Emilio Cotarelo, malgrat els elogis de Moratín, que les qualitats artístiques de García Ugalde van ser mitjanes, mentre que alhora es va afirmar que l'actriu va destacar més per la seva imatge que no pas per les habilitats.